# Sverker Widmark
Per Sverker Vincent Widmark, född den 22 november 1921 i Skellefteå, död den 12 oktober 2003 i Ekerö församling, Stockholms län, var en svensk jurist.
Widmark avlade juris kandidatexamen 1947 och genomförde tingstjänstgöring 1947–1950. Han blev fiskalsaspirant i Kammarrätten 1951, fiskal där 1958, assessor 1963, kammarrättsråd 1968, vice ordförande på avdelning 1976 (tillförordnad 1975) och lagman 1979 (tillförordnad 1978). Widmark var utredningssekreterare 1955–1964, sakkunnig i Finansdepartementet 1964–1975 och regeringsråd 1981–1986. Han vilar på Ekerö kyrkogård.